# Sédatifs en fréquences et sillons
Albums de Fly Pan Am
Fly Pan Am
(1999) Ceux qui inventent n'ont jamais vécu (?)
(2002)
Sédatifs en fréquences et sillons est un EP du groupe de post-rock québécois Fly Pan Am, publié en 2000 par Constellation Records.

## Contenu
Sédatifs en fréquences et sillons contient les participations de deux membres de Godspeed You! Black Emperor (mis à part Roger Tellier-Craig) : Norsola Johnson et Aidan Girt.
Le label du groupe, Constellation Records, décrit l'album comme « un bloc intransigeant d'autocritique » : l'EP reprend en effet des extraits du précédent album du groupe, Fly Pan Am.

## Réception critique
Sédatifs en fréquences et sillons a été bien accueilli par la critique, bien que la réception est plus mitigée par rapport au précédent album du groupe. Mark Richardson de Pitchfork note notamment le « style instrumental particulier et séduisant » de l'EP, mais que le groupe « passe trop de temps à faire autre chose ». Sean Carruthers d'AllMusic considère que l'EP est « mitigé », et qu'il est « mieux de commencer par le premier album [du groupe], et ensuite de prendre [cet EP] comme une curiosité ».

## Liste des pistes
| 1.    | De cercle en cercle, ressasser et se perdre dans l'illusion née de la production de distractions et multiplier la statique environnante | 14:34 |
| 2.    | Efferant/Afferant | 11:02 |
| 3.    | Micro Sillons | 3:59  |
| 29:35 | |       |

## Musiciens

### Fly Pan Am
- Jonathan Parant : guitare électrique
- Félix Morel : batterie
- Roger Tellier-Craig : guitare électrique
- J.S. Truchy : guitare basse

### Invités
- Norsola Johnson : chant (piste 1)

### Production
- Aidan Girt (en) : enregistrement (piste 1)
- Efrim Menuck : réalisation
- Thierry Amar (en) : réalisation